# 土耳其地理

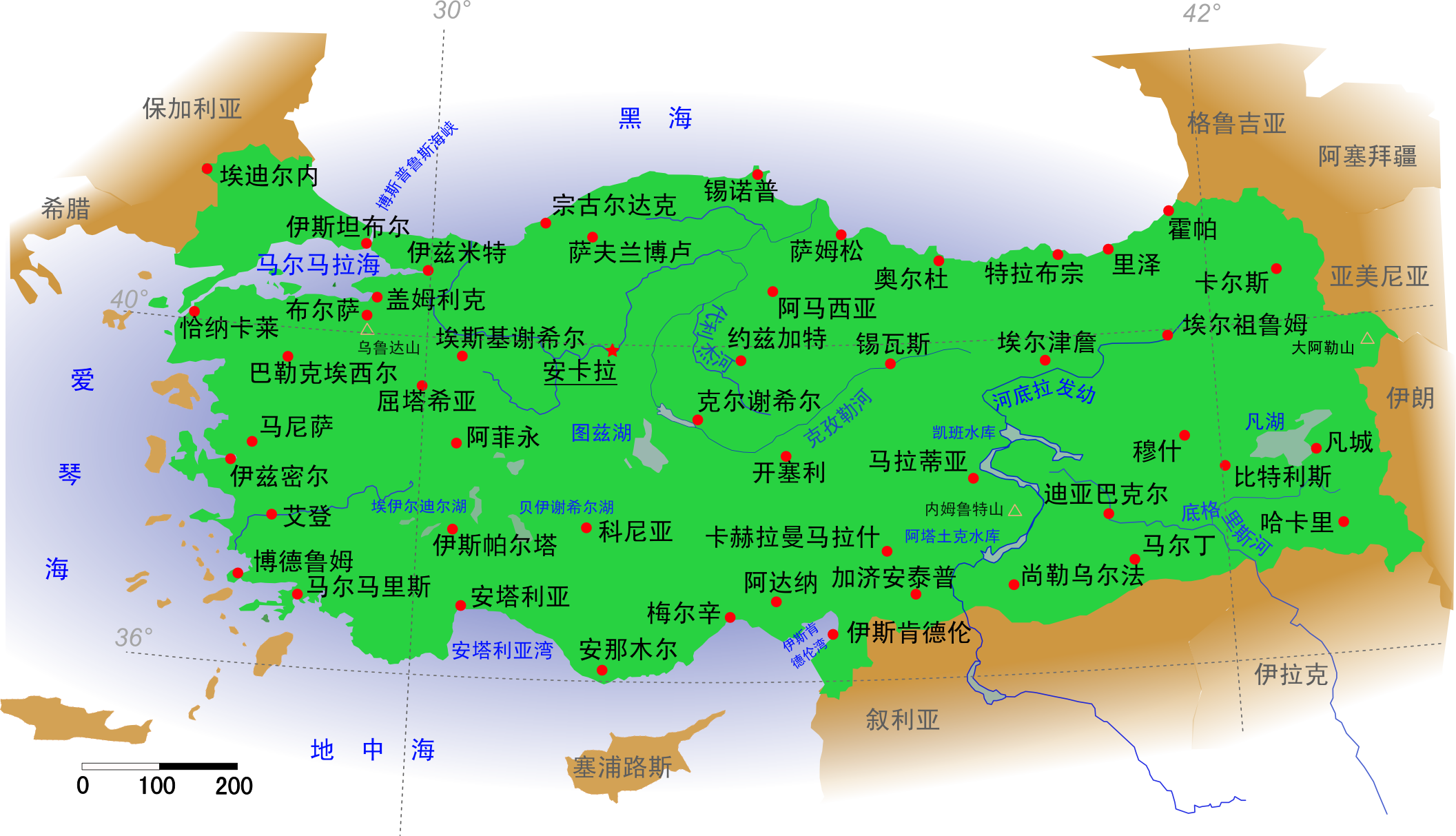
土耳其

## 位置

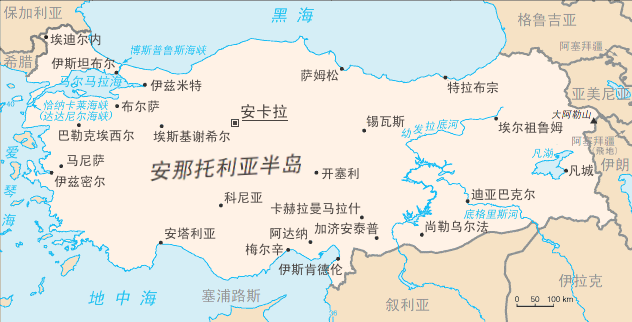
土耳其地图

土耳其處於亞洲與歐洲連接處的重要位置，控制着黑海的入口，總面積達780576平方公里，略小于巴基斯坦，而稍大于中国青海省。北临黑海，南临地中海，东南与叙利亚、伊拉克接壤，西临爱琴海，并与希腊以及保加利亚接壤，东部与格鲁吉亚、亚美尼亚、阿塞拜疆和伊朗接壤。
土耳其的西北边是东色雷斯（即东南欧洲），剩余的部分则算是小亚细亚（又称安納托力亚）。安納托力亚半岛形状大致呈长方形，占土耳其总面积97％。色雷斯所占面积虽不超过3％，却包含土耳其人口10％以上，其中大部分住在伊斯坦堡。色雷斯与小亚细亚被博斯普鲁斯海峡、達達尼爾海峽和马尔马拉海分开，隔黑海与罗马尼亚、乌克兰、俄罗斯和格鲁吉亚相望。

## 面积

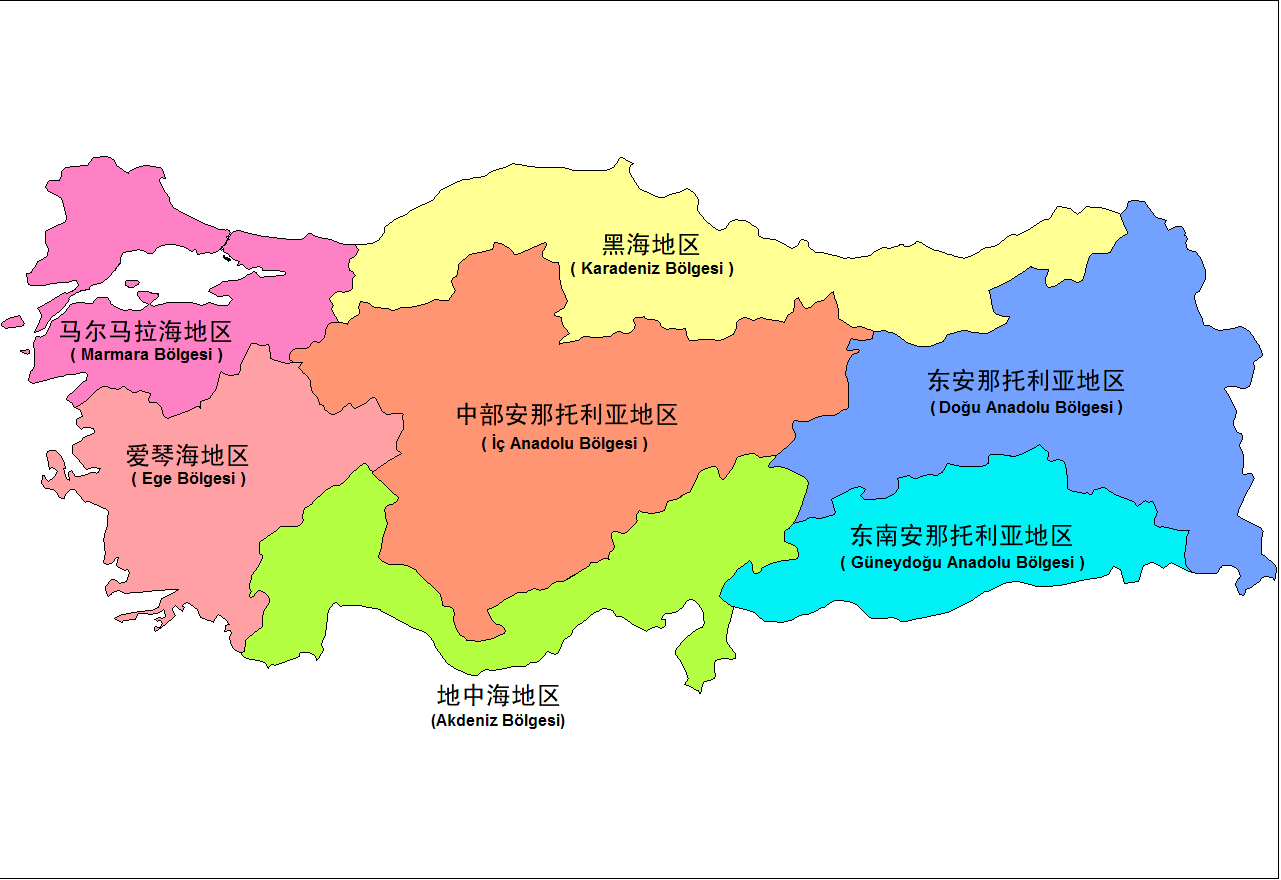
土耳其的七主要地理区域：中部安納托力亚地区、爱琴海地区、地中海地区、马尔马拉海地区、黑海地区、东安納托力亚地区、和东南安納托力亚地区。

- 总面积：780576平方公里
- 水域面积：9820平方公里
- 陆地面积：770760平方公里

- 海岸线：7200公里

### 陆地边界线
- 共计：2,627公里
- 交界国家：希腊（206公里）、保加利亚（240公里）、格鲁吉亚（252公里）、亚美尼亚（268公里）、阿塞拜疆（9公里）、伊朗（499公里）、伊拉克（331公里）、叙利亚（822公里）

### 领海
- 爱琴海：6海里
- 黑海：12海里
- 地中海：12海里

## 气候
沿海為地中海型氣候，年降水量600～1200毫米。内地向亚热带草原、沙漠气候过渡，为副热带干旱半干旱气候，年降水量200～400毫米。

## 地形水文

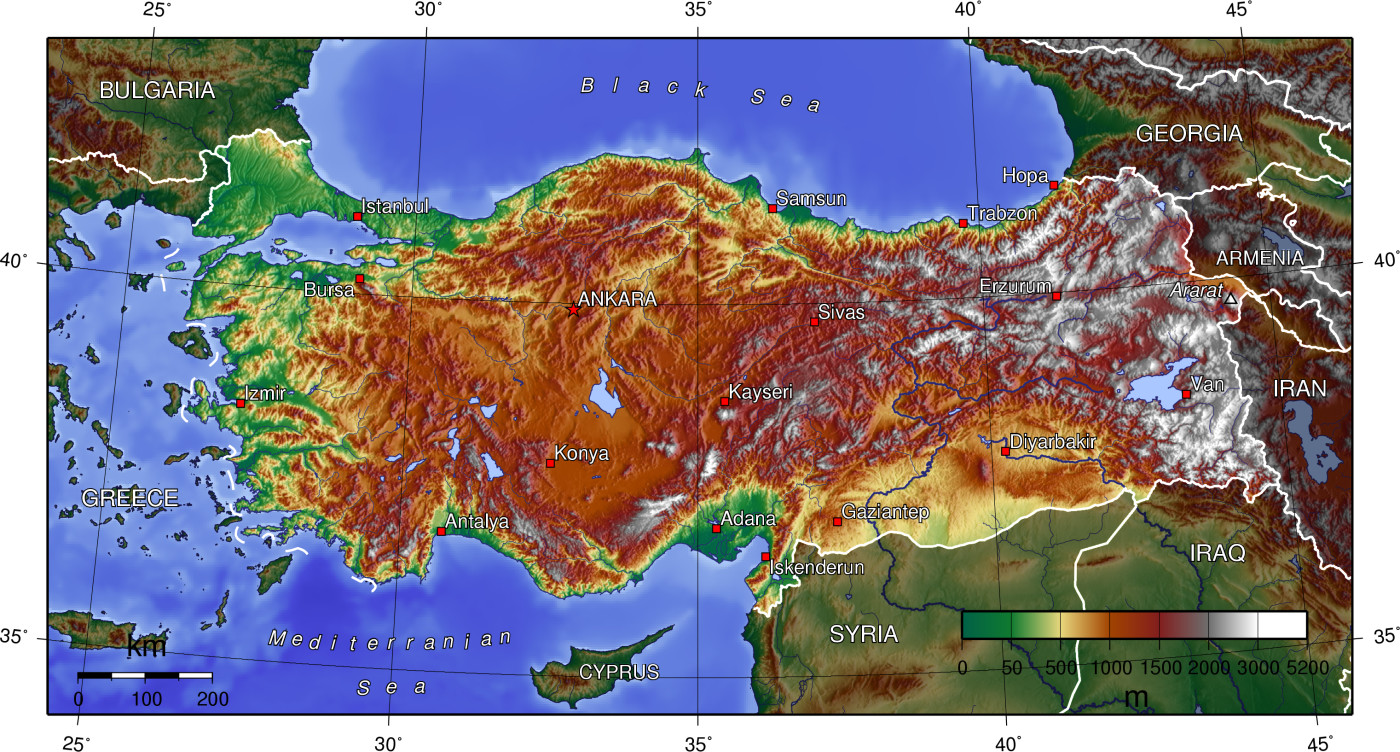
土耳其地形图

三分之二的小亚细亚為高原地形。最大的高原是安納陀利亞高原，高原的海拔高度最低1524米，最高1981米，地勢东高西低。
亞拉拉特山的海拔高达5165米，是土耳其最高峰。
幼发拉底河与底格里斯河从境内穿过，向東南流去，為沿岸农业和城市提供水源。

## 自然资源
地形起伏大，水能資源豐富。

### 礦產資源
煤、铁矿石、铜、铬、锑、水银、黄金、重晶石、硼矿、天青石、金剛砂、长石、石灰岩、菱鎂礦、大理石、珍珠岩、浮石、黄铁矿、黏土。

### 土地資源
- 可耕地面积：32％
- 长期作物面积：4％
- 放牧地面积：16％
- 林地面积：26％
- 其他：22％（1993年中估计数）

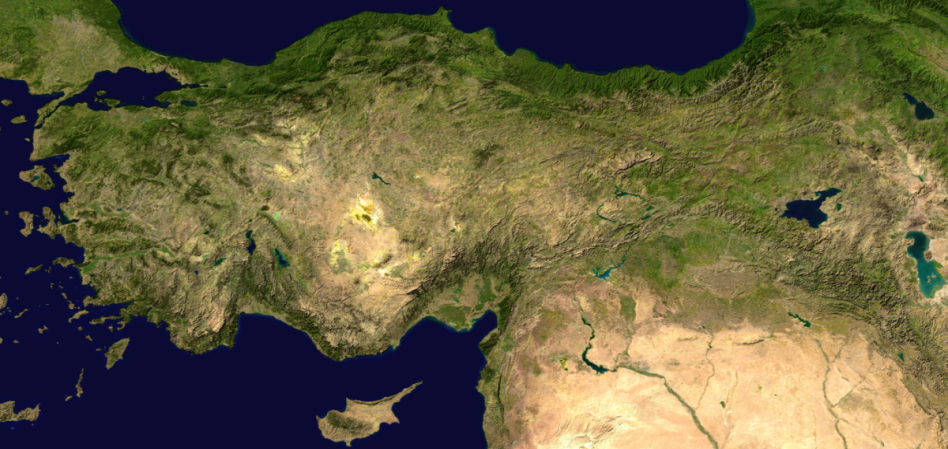
土耳其卫星图

- 灌溉面积：36740平方公里（1993年中估计数）

## 自然灾害
土耳其地處地中海-喜馬拉雅地震帶，是世界上地震最頻繁的地區之一，北部马尔马拉海到凡湖一带的地震最多。1999年8月17日土耳其发生7.4级地震，造成1.7万多人死亡，4万多人受伤，直接经济损失约200亿美元；2023年2月6日凌晨4點17分(北京时间上午9時17分)，於加濟安泰普省（Gaziantep）西北方發生芮氏規模7.8強震，土耳其及鄰國敘利亞死亡人數約2萬多人，受傷人上萬餘人，是該國近100多年來最強震之一。

## 环境

### 环境问题
来自未经处理的化学物质和合成洗潔劑废物排放造成的水污染，城市空气污染，过度的森林开采，因博斯普鲁斯海峡上船舶运行的日益增加而可能发生的溢油事故。

### 加入的环境问题的国际条约
- 空气污染
- 南极条约
- 粮食和农业植物遗传资源国际条约
- 沙漠化
- 生物多样性公约
- 危险废物
- 核试验
- 消耗臭氧层物质
- 船上污染
- 湿地公约

缔约但未批准：
- 关于环境保护的南极条约议定书
- 改变环境公约